# فالي فيو (مقاطعة ويتشيتا)
فالي فيو، مقاطعة ويتشيتا (بالإنجليزية: Valley View, Wichita County, Texas)‏ هي منطقة سكنية تقع في الولايات المتحدة في مقاطعة ويتشيتا، تكساس.  يقدر عدد سكانها   وترتفع عن سطح البحر 306.94 متر.